# 25.º Distrito Congressional da Califórnia
O 25º Distrito Congressional da Califórnia (em inglês:  California's 25th congressional district) é um dos 53 Distritos Congressionais do Estado norte-americano da Califórnia, segundo o censo de 2000 sua população é de 639.088 habitantes, sua área é de 21.622 km sendo um dos maiores da Califórnia.